# Big Nose the Caveman
Big Nose the Caveman est un jeu vidéo de plates-formes développé par Codemasters et édité par Camerica uniquement en Amérique du Nord en 1991 sur NES, puis plus tard sur Amiga et Atari ST,,.

## Synopsis
À une époque préhistorique, le protagoniste, Big Nose, décide de partir à la chasse au Ptérodactyle.

## Système de jeu
Le jeu est composé de 4 îles: Paradise, Monster, Terror et Chaos Island. Big Nose est armé d'une massue et peut lancer des rochers. Il peut collecter des os et des pierres le long des niveaux. Le défilement horizontal est à sens unique, le protagoniste ne peut pas revenir en arrière.
Le jeu a été comparé à Adventure Island.

## Informations supplémentaires
Portage pour Sega annulé. Une adaptation du jeu, renommé Dinobasher Starring Bignose the Caveman
, développé par Optimus Software et édité par Codemasters pour la Master System et la Game gear a été annulé en 1993, après que des prototypes aient été produits.

## Série
1. Big Nose the Caveman (1991)
2. Big Nose's American Adventure (1992)
3. Big Nose Freaks Out (1992)